# Fifth Dimension
För musikgruppen, se The Fifth Dimension.
Fifth Dimension är ett musikalbum av den amerikanska folkrockgruppen The Byrds, utgivet i juli 1966. 
Titelspåret är en av The Byrds mest speciella och vågade sånger. Låten handlade om olika dimensioner och existens. Den mest kända låten från albumet är dock "Eight Miles High" som blev en topp 20-singel. Låten blev dock ifrågasatt och inte alltför ofta spelad på radio på grund av att man misstänkte sången för att ha ett drogbudskap. Här finns också nyskapande versioner av traditionella låtar. 
Gene Clark, som tidigare varit gruppens främste låtskrivare, lämnade gruppen i början av inspelningen av albumet och medverkar därför endast på "Eight Miles High". Istället är det Roger McGuinn (även känd som Jim McGuinn) och David Crosby som dominerar albumet igenom. 
Albumet nådde 24:e plats på Billboardlistan i USA och 27:e plats på albumlistan i Storbritannien.

## Låtlista
Sida 1
1. "5D (Fifth Dimension)" (Jim McGuinn) – 2:33
2. "Wild Mountain Thyme" (Trad., arr.: Jim McGuinn/Chris Hillman/David Crosby/Michael Clarke) – 2:30
3. "Mr. Spaceman" (Jim McGuinn) – 2:09
4. "I See You" (David Crosby/Jim McGuinn) – 2:38
5. "What's Happening?!?!" (David Crosby) – 2:35
6. "I Come and Stand at Every Door" (Nâzım Hikmet) – 3:03

Sida 2
1. "Eight Miles High" (Gene Clark/David Crosby/Jim McGuinn) – 3:34
2. "Hey Joe" (Billy Roberts) – 2:17
3. "Captain Soul" (Michael Clarke/David Crosby/Chris Hillman/Jim McGuinn) – 2:53
4. "John Riley" (Trad., arr.: Jim McGuinn/Chris Hillman/Michael Clarke/David Crosby) – 2:57
5. "2-4-2 Fox Trot (The Lear Jet Song)" (Roger McGuinn) – 2:12

- Albumet krediterar felaktigt "John Riley" till Bob Gibson och Ricky Neff.

## Medverkande
The Byrds
- Jim McGuinn – 12-strängad gitarr, sång
- David Crosby – rytmgitarr, sång
- Chris Hillman – basgitarr, sång
- Michael Clarke – trummor

Bidragande musiker
- Gene Clark – sång (på "Eight Miles High"), munspel (på "Captain Soul")
- Van Dyke Parks – orgel (på "5D (Fifth Dimension)")
- Allen Stanton – arrangement av stråkinstrument (på "Wild Mountain Thyme" och "John Riley")

Produktion
- Allen Stanton – musikproducent
- Jim Dickson, Bob Irwin – assisterande producenter
- Vic Anesini – ljudmix, mastering